# Žilivoda
Zhilivodë en albanais et Žilivoda en serbe latin (en serbe cyrillique : Жиливода) est une localité du Kosovo située dans la commune/municipalité de Vushtrri/Vučitrn et dans le district de Mitrovicë/Kosovska Mitrovica. Selon le recensement kosovar de 2011, elle compte 496 habitants, tous albanais.
Le village est également connu sous le nom de Žilivode et de Žiljivoda.

## Démographie

### Évolution historique de la population dans la localité
| 1948 | 1953 | 1961 | 1971 | 1981 | 1991 | 2011 |
| ---- | ---- | ---- | ---- | ---- | ---- | ---- |
| 393  | 460  | 510  | 651  | 751  | 759  | 496  |

|  |